# 第二次フランクリンの戦い
第二次フランクリンの戦い（だいにじフランクリンのたたかい、英:Second Battle of Franklin、通常は単にフランクリンの戦いとして知られている）は、南北戦争のフランクリン・ナッシュビル方面作戦の一部として1864年11月30日にテネシー州フランクリンで行われた戦闘である。南軍にとってはこの戦争最大級の惨事となった。北軍のジョン・マカリスター・スコフィールド少将が指揮するオハイオ軍は戦闘の後で戦場を離れたが、南軍は北軍の防御陣に対する正面攻撃を行って失敗した結果、6人の将官が戦死または致命傷を負ったことを含め恐ろしいぐらいの損失を蒙った。西部の「ピケットの突撃」と呼ばれることもある。この戦いに続いて12月にはナッシュビルの戦いで南軍は大きな損失を出し、ジョン・ベル・フッド将軍のテネシー軍は戦える軍隊としての終わりを告げた。

## 背景
フランクリンの戦いは前日のスプリングヒルの戦いに続いて起こった。フッドのテネシー軍はテネシー州における北軍の一部を破ることができず、スコフィールドのオハイオ軍を取り逃がしていた。フッドはスコフィールドがさらに北のナッシュビルにいるジョージ・ヘンリー・トーマス少将のカンバーランド軍と合流できる前に、その軍隊を打ち破ろうと望んだ。もし北軍が合流してしまえば60,000名以上の軍隊になるはずだった。しかし、フランクリンで両軍が対峙した時、フッドは約38,000名の勢力だったのにたいし、スコフィールド軍は30,000名だった。
スコフィールド軍はスプリングヒルから北へ強行軍し、その前衛隊は午前6時頃にフランクリンに到着した。第23軍団を一時的に指揮していた師団長のジェイコブ・ドルソン・コックス准将（後のオハイオ州知事）が直ぐに1863年の第一次フランクリンの戦い時に構築されていた胸壁の周りに強力な防御陣地を準備し始めた。防御戦はフランクリン市の北西から南東に掛けておよそ半円状に取り囲むように造られ、その反対側はハーペス川となっていた。
スコフィールドは川を渡るために使える舟橋が無かったので川を背にフランクリンを守ることに決めた。舟橋を運ぶための荷車が無かったので、コロンビアからの撤退時に置き去ってきていた。川に架かる2つの恒久的な橋（どちらも焼かれていた）のうちの1つを修復し、荷車や軍隊を運ぶことを可能にするために損傷の無い鉄道橋には板を張るための時間を必要としていた。その輜重隊は主要道路を空けておくために側道に駐め置かれたが、まずは浅瀬を次に焼けた道路橋を使って渡り続け、午後遅くには急普請の2つの橋で渡った。戦闘の開始時点では輜重隊のほぼ全部がハーペス川を渡り、ナッシュビルに向かう道路上にあった。
正午までに北軍の防御工作は塹壕で構成される強力な外郭線と中央で約40ないし65ヤード（36ないし59m）後方の第二次防御線の準備が整った。北西から反時計回りにネイサン・キンボール少将（第4軍団）、トマス・H・ルーガー少将（第23軍団）およびコックス（第23軍団）の師団が並んだ。第4軍団ジョージ・D・ワグナー准将師団の2個旅団が半マイル (0.8 km)前に出て、南軍の前進を遮蔽し、圧力を受けたときには後退するよう命令されていた。第4軍団トマス・J・ウッド准将の師団はハーペス川の北に位置し、側面攻撃の可能性を探ることとされた。スコフィールドは午後6時までにフッド軍が到着しなければ、その歩兵隊を川を渡って引き上げさせる考えだった。
フッド軍は午後1時ころフランクリンの南2マイル (3 km)にあるウィンステッドヒルに到着し始めた。フッドはその攻撃的で時には向こう見ずな戦闘指揮で知られており、テネシー軍の指揮を執って以来胸壁の背後にいる場合を除き戦うことに気乗りしないでいるという批判に曝されていた。フッドは部下の上級将軍達の反対を押し退けて、衰えていく午後の光の中で、胸壁のある2つの防御線の背後に強固に防御を固め、ワグナー隊を半マイル前に出している北軍に対して、正面攻撃を命じた。多くの者は、北軍が前夜スプリングヒルで南軍から擦り抜けたことにまだ怒っていたと考えたが、怒っていようといまいと、フッドの目標はスコフィールドとその軍隊がナッシュビルに逃亡する前に潰しておくことだった。南軍は午後3時半から4時にかけて、ベンジャミン・F・チーザム少将の軍団を左翼にアレクサンダー・P・スチュワート中将の軍団を右翼にして前進を始めた。

## 戦闘
フッドの攻撃は先ずレインとコンラッドが指揮するワグナーの前進旅団を包んだ。この2個旅団は胸壁の前で戦闘をしてはならないと命令されていたが、抵抗を始めた。ワグナーが第23軍団長コックスからの命令から命令変更を受けたかどうかが議論の対象となっている（ワグナーは受けなかったと主張し、一人の旅団長はその公式報告書で反対の報告をした。ワグナーは12月にその任を解かれた）。これら旅団の古参兵達が主要胸壁の背後に逃げ帰る一方で、経験の無い代替要員達は銃火の下で動くことを躊躇し捕らえられた。
ストリックランド旅団の士官達（ルーガー師団、ターンパイクの西にいた）は南軍に直ぐ後を追いかけられている撤退兵が横を通り過ぎることに準備ができておらず、このために前線を守っている兵士達は近付く敵の集団に発砲するのを躊躇った。このことと、コロンビア道路が通る所に開いていた工作物の隙間とが組み合わさって、カーターの家付近で北軍前線の弱点を作った。南軍パトリック・クリバーン、ジョン・C・ブラウンおよびサミュエル・G・フレンチ各少将の師団がこの地点に集中し、多くの兵士が堅固な北軍の防御陣を突破した。ストリックランドの各連隊は捕獲を避けるために後退した。エマーソン・オプダイク大佐の旅団やワグナー隊の再結集された部隊で防御を固め新たに集められた第44ミズーリ、第175および第183オハイオの各連隊、さらに古参兵のケンタッキー連隊が自然発生的に反撃を始め、短時間だが激しい白兵戦の後で、なんとかその奪われていた工作物を取り戻し隙間を埋めることができた。日没の午後5時までに北軍の前線は再び堅い塹壕線になった。戦場の東側では南軍ウィリアム・B・ローリングとエドワード・C・ウォルトホール各少将がその部隊をバラバラにされる目に遭っていた。戦場の西側ではウィリアム・B・ベイト少将の攻撃がうまく行かず、側面への攻撃に進めなかった。
しかし、中央では南軍が修復不可能な突破ができたと信じ、それに付け込もうとして、北軍の第2前線に対して繰り返し、しかし協調の取れていない突撃を敢行した。暗くなった午後7時頃、エドワード・"アレゲニー"・ジョンソン少将の師団が攻撃してそれ以前の部隊よりも運に見放されたが、攻撃を命じられた部隊としては唯一リーの無傷の軍団の師団となった。南軍の多くの兵が主要前線前の溝に釘付けになり、激しい銃撃戦が何時間も続き、両軍は至近距離にある銃眼や胸壁越しに発砲し互いを後退させようとした。
午後9時までに、戦闘はほとんど鎮まった。攻撃全体は素晴らしいものであり、ある者は高波のようだと形容し、また「西のピケットの突撃」とも言われた。しかし現実には有名なゲティスバーグでの突撃よりもはるかに大きなものだった。東部（ゲティスバーグ）では、12,500名の南軍が1回の突撃で1マイル (1.6 km)の開けた戦場を横切り、約50分間続いた。フランクリンでは、およそ19,000名が2マイル (3.2 km)近い距離を砲火の中で進み、5時間以上に渡って数波の突撃を敢行した。
東の川向こうでは、南軍の騎兵隊指揮官ネイサン・ベッドフォード・フォレスト少将が北軍の左側面を衝こうとしたが、北軍ジェイムズ・H・ウィルソン少将の騎兵隊に撃退された。
戦闘の間グランジャー砦（ハーペス川の直ぐ向こう岸、フランクリンからは北東）にいたスコフィールドは午後11時ころから歩兵隊に川を渡るよう命じた。ただしコックスは撤退が必要ないと反対した（A・J・スミス少将の援軍は既にナッシュビルにいた）。北軍が川を渡るために脆弱な時間帯があったが、フッドは気持ちが動揺しており、それに付け込めなかった。北軍は12月1日にナッシュビルの胸壁内に入り始めた。

## 戦闘の後
打撃を受けた南軍はフランクリンを支配したが、敵には再度逃げられた。通常南北戦争では敵に撤退を強いた軍が勝者と見なされるが、ここでのフッドの「勝利｣は恐ろしい損失を伴うものだった。2日間に及んだシャイローの戦いよりも、5時間のフランクリンでフッドのテネシー軍は多くの者が戦死した。南軍の損失は6,252名となり、うち戦死は1,750名、負傷は3,800名だった。他にも推計2,000名が軽傷を負っており、ナッシュビルの戦い前に任務に復帰した。西部の軍隊指導力は熟練したパトリック・クリバーン将軍の戦死などで大きく弱体化した。南軍は15人の将軍（戦死または致命傷6名、負傷8名、捕虜1名）と53人の連隊長が損失に含まれていた。戦死または致命傷の6人の将軍はクリバーンのほかに、ジョン・アダムズ、ハイラム・B・グランベリー、ステイツ・ライト・ギストおよびオト・F・ストラールが含まれていた。
北軍は戦死189名、負傷1,033名、不明1,104名となり、不明の大半は負傷している者もしていない者も捕虜となった。捕虜の多くは、負傷して捕まった者や医療部隊の者がいたが、12月18日にフッド軍を追って北軍がフランクリンに再度入ったときに解放された。
テネシー軍はフランクリンでほとんど壊滅状態に近くなった。それでもフッドは即座に、オハイオ軍と共にナッシュビルでしっかりと防御を固めたカンバーランド軍全体に向かって進軍し、そのボロボロになった軍隊をナッシュビルの戦いでのさらに最終的な惨劇に導くことになった。
歴史家ジェイムズ・M・マクファーソンはそのピュリッツァー賞を受賞した著作『自由の雄叫び』の中で次のように書いた。

## 今日の戦場跡
今日も立っているカーターの家は観光客に公開されており、北軍防御陣の中央に位置した。この戦場跡は約15エーカー (6 ha)の広さがある。この家や離れには数百の銃弾の痕が残っている。戦闘時マクガボック家の家だったカーントン・プランテーションも残っており一般に公開されている。南軍兵はカーントンを過ぎて北軍の左翼に迫り、戦闘後その家と離れは大規模な野戦病院に換えられた。カーントンに隣接してマクガボック南軍墓地があり、戦死した南軍兵1,481名が埋葬されている。カーントンを取り巻く48エーカー (19 ha)に隣接して、110エーカー(44 ha)の戦場跡があり、現在は市民公園に変えられている。フランクリン戦場跡の残り大半は商業開発のために失われた。例えばクリバーン将軍が倒れた場所には2005年遅くまでピザハットのレストランが建てられていた。このレストランは保存団体に買収されて壊されたが、南北戦争保存信託は最も危険に曝されている場所10傑の一つにフランクリン戦場跡を挙げ続けている。市当局と歴史保存団体は最近、この恐ろしい戦闘が起こった土地の残りを救うことを新たに強調してきた。